# Adoracja miesięczna
Adoracja miesięczna – forma cyklicznego nabożeństwa odprawianego w kościołach i kaplicach mariawickich, polegająca na wspólnotowej adoracji Przenajświętszego Sakramentu.
Każda z parafii Kościoła Starokatolickiego Mariawitów i Kościoła Katolickiego Mariawitów, a także niektóre filie, kaplice i punkty diasporalne, mają przydzielony jeden dzień w miesiącu przeznaczony na wspólnotową adorację. W ten sposób, nabożeństwo to trwa nieustannie w każdym dniu miesiąca. Ma ono szczególnie uroczysty charakter i odbywa się zazwyczaj według schematu zawartego w Brewiarzyku Mariawickim.
Adoracja rozpoczyna się śpiewem Hymnu do Ducha Świętego, po czym następuje szereg modlitw przeplatanych litaniami, koronkami i pieśniami. Najczęściej są to: Akt poświęcenia całego rodzaju ludzkiego Najsłodszemu Sercu Jezusowemu oraz litanie: do Przenajświętszego Sakramentu, Najsłodszego Serca Jezusa, o Najsłodszym Imieniu Jezus, do Ducha Świętego. Istotnym elementem nabożeństwa jest koronka do Miłosierdzia Bożego, ułożona, jak głosi tradycja mariawicka, przez św. Marię Franciszkę Kozłowską. Nabożeństwo kończy się hymnem Ciebie Boga chwalimy. Powyższy schemat nie jest jedyną formą adoracji. W Brewiarzykach Mariawickich znajdują się także inne sposoby jej odmawiania, są to jednakże tylko propozycje nie zaś narzucone formy liturgiczne. Spoiwem ich jest wspólny cel adoracji: uwielbienie, dziękczynienie, wynagrodzenie i ubłaganie.
W okresie Wielkiego Postu adoracja ma charakter pokutny, zamiast hymnu do Ducha Świętego śpiewane są Suplikacje, a w miejsce Ciebie Boga chwalimy śpiewa się hymn pokutny Przed oczy Twoje.
W większych parafiach dzień miesięcznej adoracji Przenajświętszego Sakramentu jest bardzo uroczyście obchodzony. W godzinach porannych odprawiana jest Msza Święta, a wieczorem wspólna adoracja Przenajświętszego Sakramentu. Pomiędzy nabożeństwami odbywa się całodzienna albo też całodobowa adoracja, podczas której co godzina zmieniają się wierni indywidualnie lub z rodzinami adorując Pana Jezusa obecnego w Eucharystii.

## Rozkład adoracji miesięcznej w Kościele Starokatolickim Mariawitów
| Dzień miesiąca | Placówka          | Dzień miesiąca | Placówka               |
| -------------- | ----------------- | -------------- | ---------------------- |
| 1              | Łodź              | 16             | Dobra                  |
| 2              | Lipka             | 17             | Kadzidłowa, Koziegłowy |
| 3              | Warszawa          | 18             | Lutkówka               |
| 4              | Łowicz, Piaseczno | 19             | Żeliszew               |
| 5              | Wiśniew           | 20             | Radzyminek             |
| 6              | Pepłowo           | 21             | Gniazdów               |
| 7              | Lublin            | 22             | Sobótka                |
| 8              | Zgierz, Łany      | 23             | Wola Cyrusowa          |
| 9              | Stryków           | 24             | Cegłów                 |
| 10             | Leszno            | 25             | Wierzbica              |
| 11             | Błonie            | 26             | Gózd, Abramy           |
| 12             | Żarnówka          | 27             | Płock, Starcza         |
| 13             | Raszewo           | 28             | Sosnowiec              |
| 14             | Mińsk Mazowiecki  | 29             | Grzmiąca               |
| 15             | Piątek            | 30             | Jędrzejów              |
|                |                   | 31             | Pabianice              |

Adoracja miesięczna Przenajświętszego Sakramentu w parafiach i kaplicach prowincji francuskiej Kościoła Starokatolickiego Mariawitów:
- pierwszy poniedziałek miesiąca - Paryż, kościół Najświętszej Maryi Panny
- pierwszy czwartek miesiąca - Lye, kaplica św. Szarabela
- pierwsza niedziela miesiąca - Paryż, kaplica Najświętszej Maryi Panny
- druga niedziela miesiąca - Mont-Saint-Aignan, kościół Najświętszej Maryi Panny

## Rozkład adoracji miesięcznej w Kościele Katolickim Mariawitów
| Dzień miesiąca | Placówka            | Dzień miesiąca | Placówka               |
| -------------- | ------------------- | -------------- | ---------------------- |
| 1              | Felicjanów          | 16             | Garwolin               |
| 2              | Niesułków           | 17             | Nowostawy Górne        |
| 3              | Warszawa            | 18             | Sulejówek              |
| 4              | Łowicz              | 19             | Pogorzel               |
| 5              | Łódź                | 20             | Michałowo              |
| 6              | Płock               | 21             | Jaroszki               |
| 7              | Wielgolas           | 22             | Zieleniew              |
| 8              | Zgierz              | 23             | Wola Cyrusowa          |
| 9              | Stryków             | 24             | Cegłów                 |
| 10             | Leszno              | 25             | Gdańsk                 |
| 11             | Długa Kościelna     | 26             | Dąbrówka Mała          |
| 12             | Ramutowo i Świniary | 27             | Gózd                   |
| 13             | Brzeziny            | 28             | Zgórznica i Kadzidłowa |
| 14             | Szczecin            | 29             | Grzmiąca               |
| 15             | Poćwiardówka        | 30             | Będzin                 |
|                |                     | 31             | Radzanowo i Lipińskie  |